# Гейфельдер, Оскар Фердинандович
Оскар Фердинандович Гейфельдер (нем. Heyfelder; 1828—1890) — немецкий военный врач, доктор медицины, статский советник.

## Биография
Оскар Гейфельдер родился 7 апреля 1828 года в городе Трире. Сын профессора хирургии Эрлангенского университета, Иоганна Фердинанда Гейфельдера, он пошел по стопам отца, изучал медицину в Эрлангене, Вюрцбурге и Гейдельберге; степень доктора медицины получил 3 марта 1850 года в Эрлангене.
Когда его отец был вызван на русскую службу императором Николаем І; за ним последовал и О. Ф. Гейфельдер, тоже поступивший на русскую службу в 1854 году и назначенный врачом при Императорских театрах Российской империи.
В 1860 году он был удостоен звания доктора медицины в Императорской медико-хирургической академии (ныне Военно-медицинская академия имени С. М. Кирова).
Избрав в 1861 году карьеру военного врача, он поступил младшим ординатором в Первый сухопутный госпиталь.
В 1863 году, во время Польского восстания он был командирован в Польшу, где начал свою деятельность в качестве военного хирурга.
В 1864 году он посетил и осмотрел французский лагерь при Шалоне; в 1867 году ездил на Всемирную парижскую выставку для ознакомления с медицинскими достижениями.
Несколько лет Гейфельдер был при Виленском военном госпитале, откуда был переведен в Царскосельский военный госпиталь.
После начала франко-прусской войны Гейфельдер попросил разрешение отправиться в качестве врача на театр военных действий, куда он и был командирован Санкт-Петербургским обществом попечения о раненых и больных воинах. По приезде туда он был назначен заведующим большим походным лазаретом в Нейвиде-на-Рейне, затем главным врачом в Лилль. При Меце и Сен-Кантене Гейфельдеру пришлось работать под выстрелами, вынося раненых на перевязочный пункт.
Вернувшись в Петербург после девятимесячного пребывания на войне, Гейфельдер был назначен в Семеновский лазарет.
В 1874 году он посетил с научными целями Швецию, а в 1876 году участвовал в Брюссельском конгрессе.
В 1876 году был старшим ординатором в Царскосельском военном госпитале.
Когда началась Русско-турецкая война (1877—1878), Гейфельдер в Семеновском Александровском госпитале читал лекции по хирургии и вел практические занятия с сестрами милосердия и фельдшерицами. Затем он отправился в кавказскую армию, где заведовал лазаретом в Александрополе и принимал участие в штурме Карса. По окончании войны он был награждён орденом Святого Владимира 4-й степени.
В 1880 г. Гейфельдер занимал должность главного врача Грозненского военного госпиталя и был вызван оттуда в качестве корпусного врача в ахалтекинскую экспедицию. Здесь он имел возможность хорошо познакомиться с начальником экспедиции М. Д. Скобелевым и впоследствии написал подробные воспоминания о нём.
В это же время он близко сошелся с будущим строителем Закаспийской железной дороги, генералом М. Н. Анненковым, которого лечил, когда последний был ранен.
По возвращении из похода Гейфельдер состоял главным врачом Пятигорского военного госпиталя до закрытия его в 1884 году, когда вышел в отставку по болезни, вследствие контузии, полученной при взятии Геок-Тепе. Затем он уехал с генералом Анненковым в Закаспийский край и поступил старшим врачом на Закаспийскую железную дорогу. Здесь он и умер от воспаления легких 21 мая 1890 года.
Гейфельдер работал в Бухаре во время эпидемии в городе, которая длилась с мая по август 1889 г. Затем осенью, по приезде в Санкт-Петербург он переболел "русским гриппом", который вызвал пандемию 1889-1890 гг. Гейфельдер обратил внимание на схожесть симптомов гриппа и эпидемии, которая была в Бухаре - лихорадку и  высокую температуру тела. Поэтому врач написал в газету "Новости и биржевая торговля", а также в медицинский журнал статьи о том, что первая вспышка гриппа произошла летом, в столице Бухарского Эмирата. Отсутствие основных симптомов гриппа таких как насморк, боль в горле, кашель и осложнений в виде пневмонии и бронхита у бухарцев, Гейфельдер объяснил тем, что такие симптомы встречаются у больных только в северных широтах. Из-за публикаций Гейфельдера, в большинстве современных научных источниках указано, что первая вспышка "русского гриппа" произошла в Бухаре. Согласно последним данным, Бухарская эпидемия была вызвана малярией.
Оскар Фердинандович Гейфельдер много писал по вопросам военной хирургии и военно-санитарного дела, в которых имел большой опыт; статьи его, написанные по-русски или по-немецки, переводились на французский, английский, голландский и итальянский языки. Кроме того, он состоял сотрудником нескольких газет, в частности, «St.-Petersburger Zeitung» и «Новости».
Помимо этого Гейфельдер был членом Брюссельской медицинской академии и Общества русских врачей в Санкт-Петербурге.

## Избранная библиография
- Die Resection des Oberkiefers. Monographie. Berlin, 1857.
- Operationslehre und Statistik der Resectionen. Wien, 1861.
- Детство человека, для родителей и воспитателей. СПб., 1861. Изд. «Ж. Мин. Нар. Просв.» (Перев. с нем. H. Свентицкого).
- Lehrbuch der Resectionen. 2-te Auflage. Wien, 1862.
- Das Lager von Krasnoë Selo im Vergleich mit dem von Chalons. Berlin, 1866. Deutsche Klin. 1866, № 3 u. folg. Красносельский и Шалонский лагери в военно-медицинском отношении. СПб., 1868.
- Des résections faites à Neuwied et du traitement des blessés et malades sous les tentes (Bullet. de l’acad de med. Belg. Bruxelles, 1871, v. III, № 3).
- Ueber die Möglichkeit und die Nothwendigkeit eines Medicinal-Ministeriums. Leipzig u. Berlin, 1871.
- Bericht über meine ärztliche Wirksamkeit am Rhein und. in Frankreich 1870—71. St.-Pet., 1871.
- К учению о роже («Военно-Мед. Журнал», 1871, декабрь).
- Военно-врачебные учреждения в прусско-французскую войну («Мед. Вестн.», 1871 и 1872).
- Бараки и палатки в мирное и военное время («Мед. Вестн.», 1872, стр. 121, 129, 137; нем. Zeitschг. f. Chirurg. В. І, Н. 4, 1872).
- Статистика смертности от оспы в Лондонском военном госпитале («Мед. Вестн.», 1872, стр.203).
- О случайных лазаретах во время войны («Мед. Вестн.», 1872, стр. 297, 329).
- Carcinoma œsophagi, искусственное питание зондом и питательными клистирами из поджелудочной железы («Мед. Вестн.», 1872, стр. 435).
- Военно-хирургические наблюдения во время немецко-французской войны 1870—71. СПб., 1873.
- Раны, наносимые свнутри кнаружи («Мед. Вестн.», 1873, № 39, 41).
- К учению о переливании крови («Мед. Обозр»., т. II, стр. 297).
- Kriegschirurgisches Vademecum. St.-Pet., 1874; франц. Paris, 1875; итал. Rome, 1876; сербск. Белград, 1877; русск. «Карманная книжка военно-полевой хирургии, СПб., 1879».
- О переливании крови ("Мед. Вестн., 1875, стр. 198, 209, 219, 231, 240).
- Briefe von Kriegsschauplatz (Berl. klin. Wochenschr., 1877, 1878 и 1879, «Русск. Врач. Ведом.», 1877 и 1878).
- Sanitätsbericht über die Achal-Teke Expedition (Berl. klin. Wochenschr., 1881, «Русск. Врач», 1881, № 20).
- Ethnographisches aus der Achal-Teke Oasis (Globus, 1881 u.1882).
- Ein Ritt über den Kopet-Dagh und die verlassene Stadt Kara-Kala (Globus 1882).
- Die Transkaspische Eisenbahn (Globus, 1886).
- Die Michaelbucht am Kaspischen Meere (Globus, 1886).
- Воспоминания врача о M. Д. Скобелеве («Русск. Стар.», 1886, т. LII, стр. 391—404; 1887, т. LIV, стр. 217—239; т. LV, стр. 203—225).
- Die Transkaspibahn und der Weg nach Indien (Russ. Revue, 1886, H. 2).
- Die Schienenverbindung Mittel-Asiens mit Europa (Unsere Zeit, 1886, November).
- Die Ueberschwemmung der Flüsse Tedschen und Murgab im Frühjahr 1886 (Globus, 1887).
- Aus Transkaspien. Dass Wasser und seine Regulirung (Deutsche Rundschau f. Geographie. Wien, 1887, H. 7).
- Закаспийский край и его железная дорога. СПб., 1888. Transkaspien u. seine Eisenbahn. Nach Acten des Erbauers General-Lieuten. M. Annenkow. Hannover, 1888.
- Zu den Epidemien von 1889 (St.-Pet. medic. Wochenschr., 1890, № 10).
- Aus Transkaspien. Die Thiere des Steppe und die Civilisation (Deutsche Rundschau f. Geographie, Wien, 1891).
- В Закаспийской области. Воспоминания о М. Д. Скобелеве («Русская старина», 1892, № 7).